# مقاطعة دونغشنغ
ان المقاطعة الادارية دونغ شنغ (东胜区، بينيين : دونغ شنغ تشو) هو تقسيم إداري داخل منطقة منغوليا الداخلية ذات الحكم الذاتي في الصين .

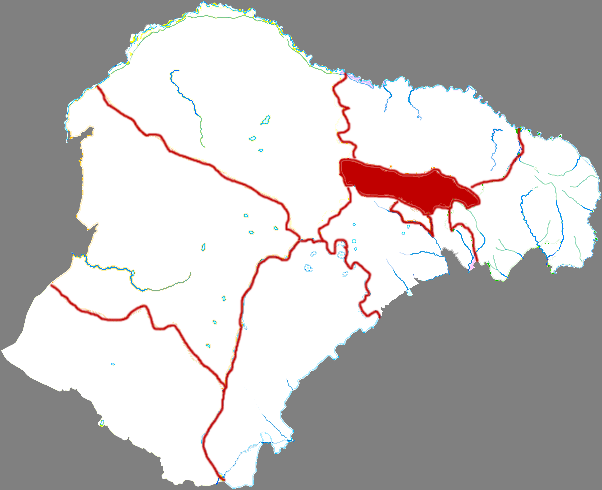
موقع مقاطعة دونغشنغ التابعة للمدينة المحافظة أوردوس

وهي تحت الوصاية الادارية للمدينة -المحافظة اوردوس

## وصلات خارجية
- () الموقع الحكومي نسخة محفوظة 1 مايو 2008 على موقع واي باك مشين.

ّّ